# デフォルト (金融)
金融におけるデフォルト（英: default）や債務不履行（さいむふりこう）とは、債券の元利払いや償還など債務の契約上の義務が果たされないこと。具体的には、債券発行者が破綻等による「元本や利息の支払う」債務履行行為の遅延(履行遅延)、不完全な債務履行(不完全履行)、債務履行が不可能(履行不能)、といった3種の行為の総称。 
債務者がデフォルトが起こすと、債権者は得られるはずだった利益を失うため、債権の保全措置を講じたりしようとする。それでも、金融機関や投資家など債務者ら貸金を取り戻せなかった際には多額の損失を被る。

## 国債の債務不履行の実例
- 1671年 - イギリス政府は200万ポンド以上に上る公債が償還できなくなり、借金の棒引きを行っている[5]。
- 1790年8月4日 - アメリカ合衆国にてアメリカ合衆国財務省設立の翌年に Funding Act of 1790 が成立し、州債を国債に振り替えたが、その際、利息の支払いを1801年まで延期したため、債務不履行にあたる。[6]
- 1871年8月29日 - 日本の廃藩置県の際に、藩の持っていた債務を地方債とするのではなく国債に振り替えた。その際、利息の支払い条件なども変えたので、債務不履行となった。詳細は廃藩置県を参照。
- 1876年4月3日 - オスマン帝国が破産。5年後にオスマン債務管理局が設置された。
- 1933年6月5日 - アメリカ合衆国は市民の金保有を禁じる政策（金本位制を参照）の一環で米国債の償還時や利息を金で請求しても良いという金条項を過去にさかのぼって廃止したが、これは債務不履行にあたる。ただし米ドルでの支払いは通常通り行われた。[6]
- 1982年8月12日 - メキシコで外債の債務不履行が発生した[7]。
- 1987年2月20日 - ブラジルは対外債務（1110億ドル）のデフォルトに至った[8][9]。
- 1998年8月17日 - ロシアは90日間の対外債務の支払停止（ロシア財政危機）。
- 2001年12月23日 - アルゼンチンは外国債に関して7度目のデフォルトを宣言した（アルゼンチン#2001年の債務不履行）。
- 2008年12月12日 - エクアドルは同国政府が発行した外貨建て債務についてデフォルトを宣言した。
- 2014年7月31日 - アルゼンチンは、13年ぶりに8度目の債務不履行に陥った[10]（アルゼンチン#2014年の債務不履行）。
- 2015年6月30日 - ギリシャは返済期限である2015年6月30日[11]を過ぎても、国際通貨基金(IMF)への負債総額15億ユーロを返済しなかった。これによりギリシャは、IMFに対して債務不履行に陥った先進国としては最初の事例となった[12]。その3日後、ギリシャのIMFに対してのデフォルトが欧州金融安定ファシリティ(EFSF)によって正式に認定された[13][14]。IMFのプロトコルでは、IMFへの債務不履行になった場合は30日間のつなぎ期間が与えられ、可能な限り素早く返済するよう求められる[11]。
- 2020年3月7日 - レバノン政府が3月9日に償還期限となる外貨建て国債12億ドル（約1260億円）について支払いの延期を発表。また同年中に返済期限を迎える債務が46億ドルになることも併せて発表された[15][16]。
- 2020年5月22日 - アルゼンチンが22日、同日が支払期限だった5億ドル（約540億円）規模の国債の利払いをせず、6年ぶり9度目のデフォルト（債務不履行）が確定した[17]。
- 2020年11月13日 - ザンビアは同日がドル建て国債の4250万ドルの利払い猶予期間の最終日だったが、利払いせず、債務不履行に陥った[18]。
- 2022年5月19日 - スリランカが同日、1948年の独立以来、初の債務不履行に陥った[19]。
- 2022年12月19日 - ガーナのユーロ債などが債務不履行となった。[20]

## 地方債の債務不履行の実例
- 2013年7月18日 - アメリカのミシガン州デトロイト市は連邦倒産法第9章を裁判所に申請し財政破綻した[21]。詳細は Detroit bankruptcy を参照。
- 2014年3月- 中国の9省で初の地方債務のデフォルトが起きていたと中国審計署は発表した[22]。
- 2015年8月3日 - アメリカ自治領プエルトリコが債務不履行に陥った。債務総額は約730億ドル[23]。

## 金融機関による債務不履行の実例
- 1997年11月4日 - 三洋証券が経営破綻により無担保コール資金約10億円をデフォルト（貸付元は群馬中央信用金庫）。
- 1999年10月1日 - 新潟中央銀行が銀行間内国為替業務における為替決済取引上の債務不履行[24]。翌日に経営破綻。
- 2008年9月15日 - リーマン・ブラザーズ・ホールディングスが経営破綻。リーマン・ショックと命名され、世界に大打撃を与えた。負債総額は約64兆円。2001年以降にアメリカ合州国政府が低所得者を対象とした高金利住宅ローン「サブプライムローン」の融資基準を緩和し、コレを組み入れた証券化商のが多数発行で証券バブルが発生していた。そして、2007年以降に借り手側(低所得者層)の返済率が滞り始めると金融機関などに損失発生したサブプライムローン問題が背景にある[25]。